# Pobłocie (powiat wejherowski)
Pobłocie (dodatkowa nazwa w j. kaszub. Pòbłocé) – wieś kaszubska w Polsce, położona w województwie pomorskim, w powiecie wejherowskim, w gminie Linia. Wieś jest siedzibą sołectwa Pobłocie.
| SIMC    | Nazwa            | Rodzaj    |
| ------- | ---------------- | --------- |
| 016562  | Dąbrówka         | część wsi |
| 0165630 | Niedźwiadek      | część wsi |
| 0165646 | Starowiejski Rów | część wsi |
| 0165652 | Szeperia         | część wsi |

Wieś szlachecka położona była w II połowie XVI wieku w powiecie mirachowskim województwa pomorskiego. W latach 1975–1998 miejscowość należała administracyjnie do województwa gdańskiego.
Podczas zaboru pruskiego wieś nosiła nazwę niemiecką Poblotz. Podczas okupacji niemieckiej nazwa Poblotz w 1942 została przez nazistowskich propagandystów niemieckich (w ramach szerokiej akcji odkaszubiania i odpolszczania nazw niemieckiego lebensraumu) zweryfikowana jako zbyt kaszubska i przemianowana na nowo wymyśloną i bardziej niemiecką – Beerenhof.
Urodził się tu i wychował Maciej Miecznikowski.
W miejscowości, jako jedna z 13 figur szlaku turystycznego „Poczuj kaszubskiego ducha" współfinansowanego ze środków unijnych znajduje  się rzeźba wykonana przez Jana Redźko na podstawie opracowania "Bogowie i duchy naszych przodków. Przyczynek do kaszubskiej mitologii" Aleksandra Labudy, przedstawiająca kaszubskiego demona zwanego Szëmich.